# Miami, Texas
Miami (phát âm mi-AM-uh) là một thị trấn trong quận Roberts, Texas, Hoa Kỳ. Nó là một phần của tiểu khu vực thống kê Pampa. Dân số là 588 người theo điều tra dân số năm 2000. Nó là quận lỵ của quận Roberts 6 và khu đô thị duy nhất trong quận.

## Địa lý
Miami có vị trí 35 ° 41'35 "N 100 ° 38'20" W / 35,693048 ° 100,638933 ° W / 35,693048; -100,638933 (35,693048, -100,638933). [4]
Theo Cục Điều tra Dân số Hoa Kỳ, thành phố có tổng diện tích là 1,2 dặm vuông (3,0 km2), tất cả là mặt đất.

## Nhân khẩu
Theo điều tra dân số 2 năm 2000, thị trấn đã có 588 người, 242 hộ gia đình, và 173 gia đình sống trong thành phố. Mật độ dân số là 504,0 người / dặm vuông (194.0/km2). Đã có 283 đơn vị nhà ở với mật độ trung bình là 242.6/sq mi (93.4/km2). Các trang điểm chủng tộc của thành phố là 95,75% người da trắng, 0,85% người Mỹ bản xứ, 0,17% người châu Á, 1,53% từ các chủng tộc khác, và 1,70% từ hai hoặc nhiều chủng tộc. Hispanic hay Latino thuộc chủng tộc nào được 3,57% dân số.
Thị trấn có 242 hộ, trong đó 31,8% có trẻ em dưới 18 tuổi sống chung với họ, 65,7% là đôi vợ chồng sống với nhau, 4,5% có chủ hộ là nữ không có mặt chồng, và 28,1% đã không có gia đình. 27,7% các hộ gia đình đã được tạo thành từ các cá nhân và 13,2% có người sống một mình 65 tuổi trở lên đã được người. Bình quân mỗi hộ là 2,43 và gia đình kích thước trung bình là 2,97.
Độ tuổi dân cư với 26,0% ở độ tuổi dưới 18, 5,1% 18-24, 24,1% 25-44, 29,1% 45-64, và 15,6% 65 tuổi trở lên. Tuổi trung bình là 42 năm. Cứ mỗi 100 nữ có 95,3 nam giới. Cứ mỗi 100 nữ 18 tuổi trở lên, có 94,2 nam giới.
Thu nhập trung bình cho một hộ gia đình trong thành phố là $ 38.875, và thu nhập trung bình cho một gia đình là $ 47.656. Nam giới có thu nhập trung bình $ 36.250 so với 22.222 $ cho phái nữ. Thu nhập trên đầu cho thành phố là 18.585 $. Giới 4,6% gia đình và 8,8% dân số sống dưới mức nghèo khổ, bao gồm 9,7% những người dưới 18 tuổi và 7,5% có độ tuổi từ 65 trở lên.